# Die feine Gesellschaft
Die feine Gesellschaft (Originaltitel: Ma Loute) ist eine französische Filmkomödie aus dem Jahr 2016. Regie führte Bruno Dumont, der auch das Drehbuch schrieb.

## Handlung
Die feine Gesellschaft spielt im Sommer 1910 an der französischen Côte d’Opale, stellt den Alltag zweier gegensätzlicher Familien dar und verwebt diese mit Ermittlungen in einem Kriminalfall.
Die über verschiedene Städte Frankreichs verstreute Familie van Peteghem entstammt dem französischen Geldadel. André van Peteghem und seine Frau Isabelle besitzen ein malerisch auf einem Felsen über der Mündung des Slack gelegenes, luxuriöses Ferienhaus, in dem sie gemeinsam mit ihren Töchtern Gaby und Blanche ihren Sommerurlaub verbringen. Wie jedes Jahr werden sie von ihren Verwandten Aude und Christian besucht; Audes Tochter Billie ist ebenfalls zugegen. Die männlichen van Peteghems leiden unter Behinderungen und merkwürdigen Tics, die erwachsenen Frauen neigen zu Hysterie, alles das Ergebnis über Generationen hinweg praktizierter Inzucht, die die Verwandtschaftsverhältnisse etwas unübersichtlich gestaltet. Die Familie Rohbrecht, bestehend aus Vater „Der Ewige“, der namenlosen Mutter, dem 18-jährigen Sohn Lümmel und den drei kleineren Jungen Cloclo, Patte und Ti-Louis, wohnt unter prekären Umständen im Fischerdorf Saint Michel. Die Rohbrechts leben vom Verkauf selbst gesammelter Muscheln, außerdem verdienen „Der Ewige“ und Lümmel hinzu, indem sie Touristen über den ins Meer mündenden Slack befördern. Für 20 Centimes tragen sie bei Niedrigwasser Personen über den seichten Fluss oder setzen per Ruderboot über. Gelegentlich lassen sie Touristen verschwinden, um sie zu Hause zu essen. Die verschwundenen Touristen rufen Inspektor Blading und seinen Assistenten Böswald auf den Plan, die behäbig und zunächst ohne nennenswerten Erfolg in der Sache ermitteln.
Ausgehend von einer Wanderung, während der sich die van Peteghems von den Rohbrechts auf das andere Slackufer befördern lassen, kommt es zu einer Annäherung zwischen Lümmel und Billie; schließlich verlieben die beiden sich ineinander. In der Folge kommt es zwangsweise zum Kontakt zwischen den Familien, die wegen ihrer gegensätzlichen Lebensweisen aber nicht zueinander finden. Lümmel und Billie überwinden die Gegensätze zunächst und halten an ihrer Liebe fest. Als Lümmel jedoch entdeckt, dass es sich bei der androgyn wirkenden Billie um einen Jungen handelt, schlägt er ihn nieder und liefert ihn zu Hause als Nahrungsquelle ab. Wenig später fangen die Rohbrechts in den Dünen am Meer Christian van Peteghem und lagern ihn gemeinsam mit Billie zwischen. Als Vater „Der Ewige“ auch noch Aude van Peteghem einfängt und zu den anderen wirft, startet Inspektor Blading eine großangelegte Suchaktion. Der sich seiner Gefühle unsichere Lümmel bekommt Skrupel, befreit die van Peteghems und lädt sie in den Dünen ab, wo sie von Blading gefunden werden. Der Film endet offen: Lümmel findet Glück in einer Beziehung zum Dienstmädchen Nadège, Billie bleibt allein, und das Schicksal der restlichen Rohbrechts bleibt ungewiss.

## Entstehungsgeschichte

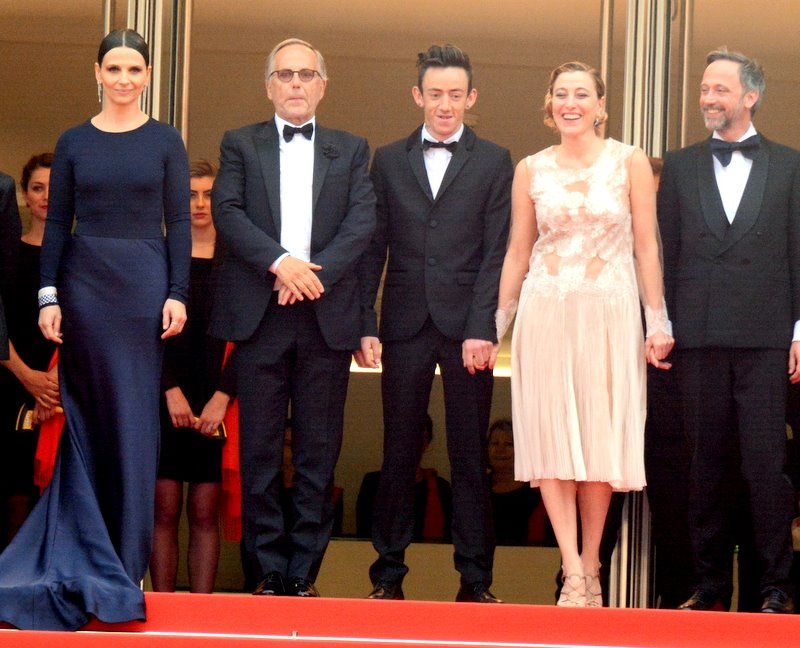
Binoche, Luchini, Lavieville, Bruni Tedeschi und Vincent bei den Festspielen von Cannes (2016)

Regisseur Dumont sieht sich in der Tradition flämischer Maler, die ihm zufolge viel mit Schatten, Kontrasten, Gegensätzen und Übertreibungen gearbeitet hätten. Sein Selbstbild ist das eines „ziemlich radikalen“ Filmemachers mit „extremem Blick auf (…) Figuren und (…) Realitäten“. Die feine Gesellschaft ist sein neunter Film, und die meisten spielen in Nordfrankreich, wo er auch aufgewachsen ist. Ursprünglich wollte er den Film in Schwarzweiß drehen, um die Grobkörnigkeit von Bildern aus den 1910er-Jahren einzufangen. Der Dreh des Films dauerte nur 45 Tage.
Premiere hatte Die feine Gesellschaft in Frankreich am 12. Mai 2016 im Rahmen der Filmfestspiele in Cannes 2016. Im deutschsprachigen Raum kam der Film am 26. Januar 2017 in die Kinos. Für die deutsche Fassung wurden die Namen der handelnden Personen verändert. Die Rohbrechts heißen im Original Brutfort (ein Akronym aus „brutal“ und „force“ (Kraft)), die Polizisten Blading und Böswald Machin und Malfoy und der Protagonist Lümmel Ma Loute, was auch der französische Originaltitel des Films ist.
Dumont arbeitete vor Die feine Gesellschaft fast ausschließlich mit Laiendarstellern; nur für seinen 2013er-Film Camille Claudel 1915 arbeitete er mit Juliette Binoche zusammen, die in Die feine Gesellschaft wieder eine prominente Rolle spielt. Die Darstellerin der Billie wird offiziell nur als „Raph“ bezeichnet. Hintergrund ist, dass die Schülerin, die Billie verkörpert, ihr Privatleben nicht in die Öffentlichkeit tragen möchte. Es ist wenig mehr über sie bekannt, als dass sie in Blaringhem zur Schule geht und sich selbst als androgyn bezeichnet.

## Rezeption

### Kritik
Aus 9 aggregierten Wertungen erzielt Die feine Gesellschaft auf Metacritic einen Score von 60.
Michael Meyns bezeichnete Die feine Gesellschaft für Filmstarts als „extreme Kunstfilmversion des Publikumserfolgs Willkommen bei den Sch’tis“, da das Grundthema – das Aufeinandertreffen unterschiedlicher Kulturen an einem Ort – ins Groteske überzeichnet würde, während gleichzeitig Humanismus das Grundmotiv der Entwicklungen der Charaktere sei. Dumont habe mit der im Film porträtierten Region und ihrer Bewohner eine eigene, groteske Welt erschaffen, in der die dem Kannibalismus frönenden Rohbrechts noch die normalsten Menschen seien.
Johannes Bluth analysierte für den Spiegel, dass Dumont in seiner Gesellschaftsstudie „ein System von grenzenlosem Egoismus und sozialer Ausgrenzung“ aufzeige. Bluth kritisierte, dass der Regisseur in seinem Hang zum Grotesken übertreibe, in einem „exzentrischen Formalismus“ und einem „vorgefertigten Raster des kalkulierten Klamauks“ schwelge und dadurch eine tiefergehende Darstellung der untersuchten Milieus unmöglich mache und im Zuschauer auch mit Hinblick auf die lange Spieldauer des Films „wachsende Teilnahmslosigkeit“ erzeuge.
Silvia Hallensleben konstatierte in der taz, dass sich Regisseur Dumont in jedem seiner bisher sieben Spielfilme neu erfunden habe. Die oft ungelenke Körperpräsenz seiner früheren Werke überzeichne er nun „ins slapstickhaft Groteske“. Die privilegierten Touristen seien dabei jedoch „nur Karikatur“. Insgesamt könne man die Komödie daher als böse, „allerdings deutlich überlange Antwort auf Filme wie ‚Willkommen bei den Schtis‘“ goutieren. „Viel mehr aber nicht.“
Das Branchenblatt Variety bezeichnete Dumont als „misanthropischen Regisseur“, der auch mit seinem neunten Film noch nach einer klaren Linie suche. Redakteur Peter Debruge befand, für Die feine Gesellschaft habe Dumont „eine Vielzahl Genres (…) in einen Gulaschkessel geworfen und mit schmuddeligem Lokalkolorit (…), einer unbeholfenen Kriminalgeschichte (…), einer überzeichneten Sozialfarce (…) und einer ironischen Kannibalenintrige aufgekocht“. Er zog Parallelen zu Delicatessen und Beim Sterben ist jeder der Erste.

### Wettbewerbe
Die feine Gesellschaft wurde in die Auswahl für die Goldene Palme bei den Filmfestspielen in Cannes 2016 gewählt, verlor aber gegen Ich, Daniel Blake. Weitere Festivals, auf denen der Film gezeigt wurde, waren das Moscow International Film Festival, das Karlovy Vary International Film Festival, die Französischen Filmtage Tübingen-Stuttgart, das Jerusalem Film Festival, das Festival de Cine de Montevideo und das Cinema One Originals Film Festival in Manila. Im Rahmen der 42. César-Verleihung 2017 wurde er in der Kategorie „Bester Film“ sowie in acht weiteren Kategorien nominiert, gewann jedoch in keiner.